# Alicia Canto
Alicia María Canto y de Gregorio (La Habana, 23 de abril de 1949-Madrid, 4 de marzo de 2024), conocida como Alicia M. Canto, fue una arqueóloga y epigrafista española. En 2011 fue nombrada académica correspondiente de la Real Academia de la Historia.

## Biografía
Nació en La Habana (Cuba) en 1949. Sus padres fueron Rosendo Canto Hernández, diplomático y embajador de Cuba y Ascensión De Gregorio Sedeño, abogada y activista en el mundo de los derechos de la mujer y del ama de casa. Estudió bachillerato en Madrid, finalizándolo en 1967 con premio extraordinario, y cursó sus estudios universitarios en Filosofía y Letras en la Universidad Complutense de Madrid y en la Universidad de Sevilla, donde se licenció en 1975 con un trabajo sobre El acueducto romano de Itálica.
En 1983 se doctoró en Geografía e Historia por la Universidad Complutense de Madrid con una tesis sobre La Epigrafía Romana de Itálica. En 1985 continuó sus estudios en la Universidad de Heidelberg, gracias a una beca de la Fundación Alexander von Humboldt, y a su regreso ejerció la docencia en las universidades de Sevilla, Santiago de Compostela y, desde 1980 en la Autónoma de Madrid. En esta última fue desde 1986 profesora titular de Epigrafía y Numismática del Departamento de Prehistoria y Arqueología, y acreditada para catedrática por la ANECA del área de Arqueología.

## Trayectoria
Sus investigaciones estuvieron dedicadas principalmente a la arqueología clásica —en especial romana—, la historia antigua —incidiendo en la revisión crítica de fuentes textuales antiguas— y la epigrafía latina, tanto las inscripciones en sí mismas como su contexto histórico. Participó o dirigió diversas campañas de excavaciones arqueológicas en yacimientos como Cástulo o Itálica. Fue pionera en el estudio de los mármoles hispanos así como en el uso de fuentes árabes para la arqueología romana. Participó en la reedición del Corpus Inscriptionum Latinarum de Hispania (1984-1997), en la catalogación de la colección romana del Museo de Bellas Artes de La Habana (1984-1989), fue comisaria científica de la exposición «Mérida y la Arqueología Ilustrada: Las láminas de don Manuel de Villena» (2001) en el Museo Arqueológico Nacional y dirigió un proyecto sobre Inscripciones Latinas Datadas de Hispania (ILDH).
En estudios llevados a cabo entre 2014 y 2016 realizó alguna incursión en la epigrafía y el arte castellanos de los siglos XV-XVI, con descubrimientos de algún eco, como la firma del arquitecto y principal autor de la célebre y hasta ahora anónima fachada plateresca de la Universidad de Salamanca, y el mecenazgo de la reina Juana I de Castilla sobre la misma, o la probable triple autoría de la también considerada anónima tabla hispanoflamenca La Virgen de los Reyes Católicos, del Museo del Prado.
Fue miembro fundador del Archivo Epigráfico de Hispania (UCM) y de su revista Hispania Epigraphica (1986), miembro de la Association Internationale d'Épigraphie Grecque et Latine (1987), miembro correspondiente del Instituto Arqueológico Alemán de Berlín (1991), de la Real Academia de Extremadura (1997), miembro de honor de la INS de Montreal (2001), miembro de la Junta Directiva de la Asociación Alexander von Humboldt de España (2000-2008) y académica correspondiente de la Real Academia de la Historia (2011), elección para la que fue avalada por los académicos numerarios Martín Almagro Gorbea, José María Blázquez Martínez y Luis Agustín García Moreno.

## Vida personal
Se casó en 1972 con José María Luzón Nogué, con quien tuvo tres hijas.

## Obra seleccionada
Libros
- «La Epigrafía Romana de Itálica (ERIt)». Colección de Tesis Doctorales (Madrid: Ediciones de la Universidad Complutense) (188/1985). 1985.
- «Epigrafía Romana de la Beturia Céltica». Estudios (Madrid: Ediciones de la Universidad Autónoma) (54). 1997.
- La Arqueología española en la época de Carlos IV y Godoy. Los dibujos de Mérida de don Manuel de Villena Moziño, 1791-1794. Madrid. 2001.
- Mérida y la Arqueología ilustrada: Las láminas de don Manuel de Villena (1791-1794). Madrid. 2001.
- Las raíces béticas de Trajano. Los "Traii" de la Itálica Turdetana y otras novedades sobre su familia. Sevilla-Córdoba: Fundación Itálica de Estudios Clásicos. 2003.

Artículos
- «Avances sobre la explotación del mármol en la España romana». Archivo Español de Arqueología (50-51): 165-187. 1977-1978.
- «El acueducto romano de Itálica». Madrider Mitteilungen (MM) (20): 282-337. 1979.
- «Die Vetus Urbs von Italica. Probleme ihrer Gründung und ihrer Anlage». Madrider Mitteilungen (MM) (26): 137-148. 1985.
- «Colonia Julia Augusta Emerita: Consideraciones en torno a su fundación y territorio». Gerión (7): 149-205. 1989.
- «CIL VI 10229: ¿El testamento de Licinio Sura?». Chiron (21): 277-324. 1991.
- «Un precursor hispano del CIL en el siglo XVIII: El marqués de Valdeflores». Boletín de la Real Academia de la Historia (191): 499-516. 1994.
- «El mausoleo del Dintel de los Ríos de Mérida, Revve Anabaraecus y el culto de la confluencia». Madrider Mitteilungen (MM) (38): 247-294. 1997.
- «Ilorci, Scipionis rogus (Plinio, NH III, 9) y algunos problemas de la Segunda Guerra Púnica en Hispania». Rivista Storica dell'Antichita (29): 127-167. 1999.
- «La Vetus Urbs de Itálica, quince años después. La planta hipodámica de D. Demetrio de los Ríos, con otras novedades». Cuadernos de Prehistoria y Arqueología de la Universidad Autónoma de Madrid (25.2): 145-191. 1999.
- «Las Quindecennalia de Teodosio I el Grande ( 19 de enero del 393 d. C.) en el gran clípeo de Madrid». El Disco de Teodosio (Real Academia de la Historia): 289-300. 2000.
- «Fuentes árabes para la Mérida romana». Cuadernos Emeritenses (Mérida: Museo Nacional de Arte Romano) (17): 11-86. 2001.
- «El Viaje arquitectónico-anticuario de Fray José Ortiz y Sanz: una carta arqueológica de España a fines del siglo XVIII». Spal: Revista de prehistoria y arqueología de la Universidad de Sevilla (10): 11-38. 2001.
- «Sinoicismo y stolati en Emerita, Caesaraugusta y Pax: Una relectura de Estrabón III, 2, 15». Gerión (19): 425-476. 2001.
- «La dinastía Ulpio-Aelia (96-192 d.C.): ni tan Buenos, ni tan Adoptivos ni tan Antoninos». Gerión (21.1): 263-305. 2003.
- «El conde de Campomanes, arqueólogo y epigrafista». Boletín de la Real Academia de la Historia (200): 1-29. 2003.
- «Itálica, sedes natalis de Adriano. 31 textos históricos y argumentos para una secular polémica». Athenaeum (92): 367-408. 2004.
- «Los viajes del caballero inglés John Breval a España y Portugal. Novedades arqueológicas y epigráficas de 1726». Revista Portuguesa de Arqueología (7.2): 265-364. 2004.
- «Sobre el origen bético de Teodosio I el Grande y su improbable nacimiento en Cauca de Gallaecia». Latomus (65): 388-421. 2006.